# Schizachyrium mexicanum
Schizachyrium mexicanum är en gräsart som först beskrevs av Albert Spear Hitchcock, och fick sitt nu gällande namn av Aimée Antoinette Camus. Schizachyrium mexicanum ingår i släktet Schizachyrium och familjen gräs. Inga underarter finns listade i Catalogue of Life.